# Comité Estatal de Asuntos de Familia, Mujer e Infancia de la República de Azerbaiyán
El Comité Estatal de Asuntos de Familia, Mujer e Infancia de la República de Azerbaiyán (en azerí: Azərbaycan Respublikasının Ailə, Qadın və Uşaq Problemləri üzrə Dövlət Komitəsi) – órgano estatal a la autoridad de Gabinete de los Ministros de la República de Azerbaiyán. La institución regula las actividades de protección de los derechos de las mujeres y los niños y las actividades de supervisión de las organizaciones no gubernamentales que participan en el fortalecimiento de la institución de la familia. La jefa del Comité es Bahar Muradova (desde 12 de marzo de 2020).

## Historia
El 14 de enero de 1998 por el orden del Presidente de la República de Azerbaiyán Heydar Aliyev fue creado el Comité Estatal de Asuntos de Familia. El Comité se creó para aplicar la política de género. El objetivo principal del Comité era proteger los derechos de las mujeres y aumentar su participación en la vida social y política del país.   Por el decreto del Presidente de Azerbaiyán del 6 de febrero de 2006 amplió su cartera y se ha reconstituido el Comité Estatal de Asuntos de Familia, Mujer e Infancia de la República de Azerbaiyán. En 2006, el Milli Mejlis de la República de Azerbaiyán aprobó la Ley de la Igualdad de Género de la República de Azerbaiyán. La ley define las principales direcciones y tareas de la política estatal sobre igualdad de género.

## Estructura
El comité consiste de los siguientes departamentos:
1-   General
2-   Las problemas de familia
3-   Las problemas de mujer y cuestiones de género
4-   Las problemas con niños
5-   Las relaciones internacionales 
6-   Departamento financiera y económica

## Actividad
El 27 de noviembre de 2019 la Oficina de las Naciones Unidas en Azerbaiyán y el Comité Estatal de Asuntos de la Familia, la Mujer y la Infancia de Azerbaiyán han puesto en marcha una campaña de 16 días de activismo contra la violencia de género.